# Teerose
Die Teerosen (Rosa indica fragrans) sind eine alte Rosenklasse innerhalb der Kulturrosen. Aus der Kreuzung von chinesischen Teerosen mit europäischen Rosensorten entstanden im 19. Jahrhundert die ersten „modernen“ Rosen: die Teehybriden (Edelrosen).
Teerosen kamen bereits 1752 aus Kanton in China nach Schweden, dann 1759 nach England und von dort weiter nach Mitteleuropa. Sie wurden in ihrer Heimat bereits aus Rosa gigantea × Rosa chinensis gezüchtet und waren sehr beliebt und verbreitet. In Europa erwies sich die neue Rose aber als ungenügend winterhart. Die ersten Importe gerieten daher bald wieder in Vergessenheit. Erst Anfang des 19. Jahrhunderts kamen neue Teerosen nach England und die Gärtner lernten mit den empfindlichen Exoten umzugehen.

## Herkunft der Bezeichnung „Teerose“
Worauf die englische Bezeichnung Tea rose (deutsch Teerose) beruht, ist nicht bekannt. Es gibt verschiedene Deutungen:
- Der Duft der Rosen erinnert an das Aroma der Teesorten Pekoe und Souchong.[1]
- Diese Rosen sollen in China besonders in Teegärten gepflanzt worden sein.
- Die Rosenstöcke wurden aus dem chinesischen Kanton nach Europa von Teehändlern importiert bzw. in Teekisten transportiert.
- Die Rosensorten ‘Odorata’ und ‘Ochroleuca’ wurden in Kanton von der chinesischen Großgärtnerei Fa-Ti gezüchtet. Aus der Fa-Ti rose wurde die englische Bezeichnung Tea rose. Denn erst 1808 und 1824 gelang es den Händlern, mit diesen zwei Züchtungen in England erfolgreich Fuß zu fassen.

## Sorten

### Frühe Sorten
Frühe Teerosen waren
- 1824: ‘Parks Yellow Tea-scented China’ – gelb
- 1825: ‘Duc de Choiseul’ (Vibert)
- 1826: ‘Jaune Desprez’ (Desprez) – zartgelb, mit Rosa schattiert
- 1830: ‘Lamarque’ (Maréchal) – weiß und hellgelb

In den beiden Sorten ‘Jaune Desprez’ und ‘Lamarque’ war ‘Parks Yellow Tea-scented China’ die Pollensorte, die ursprüngliche Noisetterose die Mutter. Eigentlich hätten die beiden Kreuzungen nun als Noisetterosen eingestuft werden müssen, aber da die Noisetterose selbst steril war und keine reinlinigen Nachkommen brachte, führen sie die Bezeichnung „Noisetterosen“ und „Vorfahren der Noisette-Linie“ zu Unrecht. Aus heutiger Sicht sind es Teehybriden, ebenso ihre Abkömmlinge ‘Chromatella’, ‘Maréchal Niel’, ‘William Allen Richardson’, ‘Alister Stella Gray’ und andere. Dass ‘Parks Yellow China’ hier Vater- und nicht Muttersorte war, hat für die Nachkommen keine Bedeutung.
Dann folgten unter anderem
- 1833: ‘Smith’s Yellow’
- 1835 oder 1843: ‘Niphetos’ (Bougère) – weiß
- 1839: ‘Safrano’ (Beauregard) – zart honiggelb, später verblassend zu weiß
- 1850: ‘Sombreuil’ (Robert) – weiß, leicht gelblich und rosig schattiert
- 1853: 'Gloire de Dijon’ (Jacotot) – zartgelb und lachsrosa (kletternd), aus einer unbekannten Teerose × ‘Souvenir de la Malmaison’, also wieder eine Teehybride
- 1858: ‘Madame Falcot’ (Jean-Baptiste André Guillot fils) – hellgelb, lachsrosa schattiert; Sämling von ‘Safrano’
- 1859: ‘Victor Verdier’ (Lacharme) – aus ‘Jules Margottin’ × ‘Safrano’. Der englische Züchter Pemberton meinte von dieser Sorte, sie müsse mehr Teerosen-„Blut“ als andere Remontant-Rosen haben. Er schloss dies aus der Tatsache, dass sie immer von Kaninchen verbissen wurde.

### Weitere Sorten (Auswahl)
- 1869: ‘Catherine Mermet’ (Guillot) – zartes pfirsichrosa
- 1874: ‘Perle des jardins’ (Levet) – zartgelb, „strohgelb“
- 1880: ‘Mlle Franciska Krüger’ (Nabonnand) – Farbe variiert, hellgelb und rosa gemischt
- 1892: ‘Archiduc Joseph’ (Nabonnand) – rosa und pink, gemischt mit apricot und lachs
- 1910: ‘Lady Hillingdon’ – honiggelb, nach außen hin blasser